# Nokia 6620

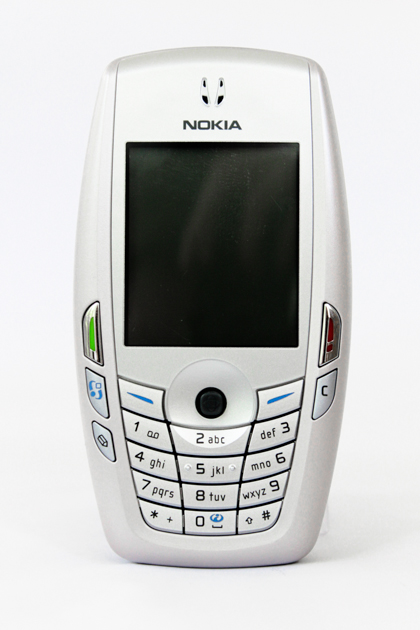
Nokia 6620

El  Nokia 6620 es un teléfono inteligente de la Serie 60 (DCT4, cuarta generación) lanzado en el año 2004. Usa el sistema operativo Symbian OS 7 sobre un hardware basado en un chipset OMAP 1510, a una velocidad de 150 MHz, un procesador ARM925T, de altas prestaciones, que en su época lo convirtió en un teléfono móvil, muy apto para todo tipo de aplicaciones multimedia. Fue un lanzamiento posterior al modelo 6600, que Nokia orientó al  mercado estadounidense  y canadiense, el cual disponía de funciones más avanzadas que su antecesor, además de estar orientado a las comunicaciones empresariales a la vez que a la diversión hogareña.
Contiene mayor memoria interna que cualquier modelo anterior, llegando a 12 megabytes de RAM, además de tener soporte para tarjetas de expansión SD/MMC.